# Rafał Murawski
Rafał Murawski (pronunție în poloneză [ˈrafaw muˈrafskʲi], n. 9 octombrie 1981 în Malbork), este un fotbalist polonez care în prezent  joacă pe postul de mijlocaș pentru Pogoń Szczecin.

## Cariera la club
Deși a jucat o mare parte din tinerețe la cluburile de juniori din Gdańsk, el a semnat primul său contract la profesioniști cu Arka Gdynia, unde a petrecut patru ani încununați de succes.
În 2005 s-a transferat la Amica Wronki, ajungând un an mai târziu la Lech Poznań, cu care a câștigat Cupa Poloniei.
În bara anului 2009, a fost transferat de clubul rus Rubin Kazan, cu care a semnat un contract pe trei ani și care a plătit în schimbul lui suma de 3,2 milioane de euro. A debutat în Prima Ligă Rusă la 16 august 2009, intrând pe teren în minutul 60 într-un meci cu Terek Groznî. La Rubin a câștigat Prima Ligă Rusă. În august 2011, a revenit la Lech Poznań și a semnat un contract pentru trei ani și jumătate.

### Carieră la națională
A debutat la națională pe 15 noiembrie 2006, într-un meci contând pentru calificările la Euro 2008, împotriva Belgiei la Bruxelles. A fost chemat din nou la lot abia peste un an, pe 21 noiembrie 2007, când a marcat primul său gol pentru Polonia în timpul meciului cu Serbia din grupa de calificare la Euro. A jucat pentru Polonia în toate cele trei meciuri pe care echipa le-a disputat la Euro 2012.